# Nyugati földikutya
A nyugati földikutya (Spalax leucodon) az emlősök (Mammalia) osztályának a rágcsálók (Rodentia) rendjébe, ezen belül a földikutyafélék (Spalacidae) családjába tartozó fokozottan védett állatfaj, természetvédelmi értéke 1 000 000 Ft/egyed.

## Rendszertani besorolása
A Nannospalax alnemet ma már sok kutató önálló nemnek tekinti, ezért a korábbi Spalax leucodon inkább helyett, mint mellett a Nannospalax leucodon tudományos név használata is elterjedt. E faj valójában egy fajcsoport (szuperszpeciesz), más néven nagyfaj, melybe több, külseje alapján nem megkülönböztethető, hasonló életmódú és ökológiai igényű, de eltérő kromoszóma-számú, tehát genetikailag izolált biológiai faj tartozik.
A fajcsoport helyes tudományos neve a következő: Nannospalax (superspecies leucodon).
Kárpát-medencében honos fajai:
- erdélyi földikutya (Nannospalax (leucodon) transsylvanicus),
- magyar földikutya (Nannospalax (leucodon) hungaricus),
- délvidéki földikutya (Nannospalax (leucodon) montanosyrmiensis),
- szerémségi földikutya (Nannospalax (leucodon) syrmiensis).

## Elterjedése
Közép- és Délkelet-Európa sztyepprétein vagy az ezek helyén kialakult mezőkön, külterjes mezőgazdasági területeken él — a Kárpát-medencében a Nagyalföldön (bővebben az egyes fajok előfordulásánál) és az Erdélyi-medencében.

## Megjelenése, felépítése
Patkány nagyságú, hengeres testalkatú rágcsáló: hossza 15–24 cm, súlya 25–35 dkg. A föld alatti életmódhoz alkalmazkodva fülkagylói nincsenek, szemeit bőr borítja. Nincsen farka, és nincsenek erőteljes ásólábai, mint a vakondnak, a föld alatti járatait inkább a fejével túrja. Bundájának színe többé-kevésbé a helyi talaj színéhez hasonló.

## Érzékszervei
Szeme gombostűfejnyi, csökevényes. Képalkotásra nem alkalmas, de a fényt érzékeli. Biológiai óráját a nappali világossághoz és az éjszakai sötétséghez igazítja.
Észleli a Föld mágneses terét, és ezt is használja a tájékozódáshoz.
Fejét a járat tetejéhez ütögetve rezegteti a földet, és észleli a talajban levő különféle tárgyakról eltérő módon visszaverődő rengéshullámokat. Ezzel a módszerrel háromdimenziós képet alkot környezetéről agyának abban részében, amely a felszínlakó állatoknál az optikai információkat dolgozza fel. A kopogtatással nemcsak tájékozódik, de a szomszédos egyedek kommunikálnak is így.

## Életmódja, élőhelye
Élete jelentős részét — ideális esetben az egészet — a felszín alatt kiépített járatrendszerben tölti. A felszínre főleg akkor megy ki, ha a rendkívüli bel- vagy árvíz a járatok elhagyására kényszeríti. Nagymértékű és tartós szárazság hatására a talaj időnként olyan keményre szikkad, hogy a járatépítés már túl nehéz, ilyenkor ugyancsak megéri a veszélyt vállalva feljönni táplálékért. Egyes esetekben a felszínen gyűjt száraz füvet a fészekkamra béleléséhez — ez nem szokványos viselkedés, mert általában a gyökerénél fogva be tudja húzni a fűcsomókat. Az önálló életet kezdő kölyköknek az anyaállat rendszerint leválasztja a járatrendszer egy kis részét, és az utód ebből indulva épít magának önálló járatrendszert. Ha erre valamiért (például a populáció túlszaporodása miatt) nincs lehetőség, akkor a fiatal állatok a felszínen vándorolva keresnek új élőhelyet. A felszínen a leggyakoribban ilyen példányokkal találkozhatunk. Egyes adatok szerint ha két példány a föld alatt összeverekszik, a vesztes a felszínre menekül.
Túrásai jellemzően szélesebbek és magasabbak a vakondénál; egyenes vonal vagy ív mentén sorakoznak egymástól 1,5–2 m-re. A járatok átmérője 6–9 cm, faluk tapinthatóan kemény, keresztmetszetük kerek (nem enyhén ovális, mivel nem a lábaival ás), nem lógnak bele gyökerek. Nincs felszínre vezető nyitott járata. A vakond túrásai kisebbek és közelibbek. Mivel messze nem minden túrás, túráscsoport tipikus, készítőiket nem könnyű azonosítani.
Alagútrendszerében a járatokból élelemraktárak, fészkek és üledékgödrök nyílnak. Állandó járatai kemény, kötött talajban 10–15 cm, laza homokos talajban főleg a fészek közelében 150–180 cm mélyen is haladhatnak. Az állandó járatok fala kemény, mert a felesleges földet az orrával a falakba döngöli. Előfordul, hogy a járat falát a mélyebb rétegekből hozott sárga, agyagos földdel tapasztja ki. A járat nedves, agyagos falában gyakran látható orrának lenyomata. Az ideiglenes táplálkozó járatok a felszín közelében a gyökérzónában futnak; ezeket használat után gyakran eltömi.
Növényevőként gyökereken, gumókon, hagymákon él. Évtizedekkel ezelőtt még mezőgazdasági kártevő volt pl. a makói hagymaföldeken, de Kárpát-medencei állományai mára lemorzsolódtak, lecsökkentek, és a teljes kihalás közelébe sodródtak.
Erősen territoriális állat, a párzás és szaporodás időszakán kívül magányosan él.

### Szaporodása
A párzási időszak januártól márciusig tart; ez alatt aktívan túr. A járatrendszerben párzik. A vemhesség kb. 28 nap; a nőstények rendszerint évente egyszer ellenek. Az utódok száma 1-6 — a leggyakrabban 2 vagy 4. A kölykök többnyire április közepéig megszületnek, és ha valamiért fiatalon elpusztulnak, a nőstény valószínűleg második párzásra is hajlandó. A szétterjedésük időpontjára vonatkozó adatok ellentmondásosak, de legkésőbb ősszel a fiatalok elhagyják az anya járatrendszerét és önálló életet kezdenek.

## Védelme
A 20. században a mezőgazdaság terjeszkedése volt a legfontosabb veszélyeztető tényező. A mélyszántás elterjedése volt az első számú közvetlen hatás, mely a szántással ellentétben nemcsak nem engedi kialakulni a földikutya számára megfelelő növénytársulást és a járatrendszereit semmisíti meg évről évre, hanem a járatokban tartózkodó egyedeket is elpusztítja.
A fásítás az élőhely teljes pusztulásához vezet. Számos élőhelyen akácos, nemesnyáras, illetve erdei- és feketefenyős ültetvényekké alakították a korábbi füves területeket, kiszorítva onnan a földikutyákat és a töredékállományokat is elszigetelve egymástól.
Napjainkban az egyik legaktuálisabb veszélyforrást a kertvárosi lakóövezetek, ipari beruházások, bevásárlóközpontok jelentik. Több élőhely is a közeli település önkormányzatának tulajdonában áll, melynek rendszerint már kész tervei vannak a beépítésére.

A közutak építése szintén elpusztíthat állományokat.
A déli határkerítés építési munkálatai a természetvédelmi szempontú ajánlásokkal teljes összhangban folytak, és feltehetően egyetlen délvidéki földikutya egyed pusztulását sem okozták. A szerb-magyar határ két oldalán lévő védett területek közötti térbeli kapcsolatok javítása jelentősen hozzájárulhat a faj fennmaradásához.
Fogságban tartható, mesterséges termékenyítéssel szaporítható.

## Kép és hang
- Földikutya konferencia. Egyenlítő. OzoneTV, 2018. november 7. (Hozzáférés: 2020. április 10.)
- Vakrandi (Az Év Emlőse a földikutya). Vadonleső Program, 2018. augusztus 28. (Hozzáférés: 2018. augusztus 28.)
- Földikutya kutatások. Egyenlítő. OzoneTV, 2018. június 14. (Hozzáférés: 2018. június 19.)
- Kárpát-medencei emlékek nyomában. Megújuló értékeink. Kossuth Rádió, 2018. április 4. (Hozzáférés: 2018. április 7.)
- A földikutya az orvoslásban. Tér-Idő. Kossuth Rádió, 2018. március 31. (Hozzáférés: 2018. április 7.) „ez egy nagy meglepetés volt és gyakorlatilag az áttelepítés közben derült ki számunkra, hogy van egy ilyen veszélyforrás, ami tovább fenyegeti a már ismertek mellett a földikutyákat, hogy a földutak, amik nyilván így nem tűnnek komoly akadálynak, de azért ezeken jellemzően terményt szállító traktorok, teherautók járnak, elképesztően össze tud tömörödni alattuk a talaj és a földikutyák nem mennek át ezalatt ... fél méter és egy méter között betonkeménységűre tömörödik a homok és a legtöbb földikutya számára ez áthatolhatatlan akadályt jelent, mit próbál ilyenkor csinálni egy földikutya, megpróbálja megkerülni, ezt az akadályt, amibe ütközik, viszont ugye egy földútnak soha nincs vége, ezért előbb-utóbb visszafordul”
- Az év állata, a földikutya. Tér-Idő. Kossuth Rádió, 2018. március 31. (Hozzáférés: 2018. április 7.) „Vannak néprajzi feljegyzések arról, hogy például játékszernek használták a földikutyát... családok kimentek... dolgozni a földekre és hát a kicsi gyereket is vinniük kellett magukkal, hát hogy a kicsi gyerek ne unatkozzon, fogtak egy földikutyát, betették egy vödörbe és hát a kis örökmozgó földikutya akár egész napra lekötötte a gyerek figyelmét”
- Földikutya. Egyenlítő. OzoneTV, 2018. február 20. (Hozzáférés: 2018. február 25.)
- Három a magyar igazság, avagy mit sikerült megtudnunk a hazai földikutyákról Kitaibel Pál óta. Állattani Előadások. Magyar Biológiai Társaság, 2018. február 1. (Hozzáférés: 2018. február 8.)
- A 2018-as év emlőse, madara, stb.. Oxigén. Kossuth Rádió, 2018. január 21. (Hozzáférés: 2018. április 7.)
- A 2018-as év emlőse a kihalás szélén álló földikutya lett. Tér-Idő. Kossuth Rádió, 2018. január 3. (Hozzáférés: 2018. április 7.)
- A délvidéki földikutya. Egyenlítő. OzoneTV, 2013. március 28. (Hozzáférés: 2018. január 23.)
- Földikutya. Egyenlítő. OzoneTV, 2012. május 16. (Hozzáférés: 2018. január 23.)
- földikutya lista időrendben, elöl a magyar videók. Youtube. (Hozzáférés: 2018. január 23.)

## Korai kutatók szabadon letölthető tanulmányai
- Sterbetz, István (2002). Földikutya (Microspalax leucodon, Nordmann 1840) előfordulások a Délkelet-Alföldről. A Békés Megyei Múzeumok Közleményei 23, 17-22. o. (Hozzáférés: 2018. január 31.) „a Délkelet-Alföldön elsősorban a gépi talajművelésnek, meliorálásnak, belvízszabályozásoknak és a vegyszerezett szántóföldi monokultúrák elterjedésének tulajdoníthatjuk a faj eltűnését”
- Sterbetz, István (1965-1966). A földikutya új magyarországi lelőhelye Nyírbélteken. A Nyíregyházi Jósa András Múzeum Évkönyve (8-9). (Hozzáférés: 2018. január 27.) „Nyírbéltek azoknak a kis élő múzeumoknak sorába tartozik, melyeket a felelőtlen emberi háborgatáson kívül semmi más nem veszélyeztet, így a jövő számára pusztán megértéssel, kulturált magatartással is meg tudunk tartani” Nincs róla információ, hogy sikerült volna megtartani.[10]
- Sterbetz, István (1960). Szabadföldi és kísérletes megfigyelések a földikutyán (Spalax leucodon Nordm.). Állattani Közlemények 47, 151-158 eredeti számozás 391-400 pdf számozása. o. (Hozzáférés: 2018. január 27.) „a fogásoknak több, mint a fele a nyárvégi és koraőszi időszakra esik. E jelenséget nem a földikutya esetleges évszakos mozgalmával, hanem a gépi erővel történő őszi mélyszántással hozom összefüggésbe, mivel ebben az időszakban az állatok zömét traktoreke hozta a felszínre... a számára legvonzóbb tápláléknemeket nem csupán a kertekben, hanem a nagy-üzemi táblákon is megtalálja, a földikutyák inkább elterjedhettek ezeken a kevésbé háborított helyeken. A konyhakertben egész éven át zaklatják az állatot, a nagyüzemi táblákon ezzel szemben csak az őszi mélyszántás fedi fel a járatait.”
- Vásárhelyi, István (1932). A földikutya (Spalax hungaricus Nehrg.) abaujtornamegyei előfordulása. Állattani Közlemények 29, 75-77 eredeti számozás 83-85 pdf számozása. o. (Hozzáférés: 2018. január 30.) „egy-egy nagy járat-hálózatban több Spalax lakik, s ezeket az eltöméseket azért készítik, hogy egymástól teljesen el legyenek ugyan zárva, de azért mégis egymás közelében maradhassanak a fajföntartás céljából... a pusztapói Spalax-ok egyetlen, csupán a főcsatorna eltömésével elkülönített nagy, összefüggő járathálózatban élnek. Abaujban ellenben, hol kevés a Spalax, csak egy pár lakik egy járathálózatban, mert itt a hálózat között nagy terület van járatok nélkül, s így ezek nincsenek is oly szoros öszszefüggésben, mint az Alföldön.”
- Vásárhelyi, István (1929). Pusztapó apróemlős-faunája. Állattani Közlemények 26, 150-152 eredeti számozás 162-164 pdf számozása. o. (Hozzáférés: 2018. január 31.) „Igen gyakori az eddig ritkának hitt magyar földikutya (Spalax hungaricus NHRG.), úgy, hogy két év alatt 56 példányt sikerült gyüjtenem belőle.”
- Vásárhelyi, István (1926). Adatok a földi kutya (Spalax hungaricus hungaricus Nhrg.) életmódjának ismeretéhez. Állattani Közlemények 23, 169-178 eredeti számozás 179-188 pdf számozása. o. (Hozzáférés: 2018. január 26.) „eléggé esős évben, mikor a föld porhanyós, az állat a föld felszínéhez közel tartózkodik, mert hiszen a 15—20 cm mélyen szántó eke is elég gyakran a föld felszínére veti. Az eke ilyenkor természetesen sokat elpusztít belőlük. Tapasztaltam is, hogy nedves nyáron nemcsak eleségszerző járataik vannak közel a föld felszínéhez, hanem a fészkök is, sőt eleségraktáraikat is csekély mélységben építik”
- Méhely, Lajos. A földi kutyák fajai származás- és rendszertani tekintetben. Magyar Tudományos Akadémia (1909). Hozzáférés ideje: 2018. január 13. „Eme leletek közül különösen kettő rendkívül érdekes, mert két ízben egy-egy bronzkori jellegű, négy bütyökfogantyús, ép, magas cserépurna került elő s ezek mindegyikében két-két Spalax-példánynak teljes csontváza feküdt... ha meggondoljuk, hogy az említett cserépurnákban talált csontvázak párosán összetartoznak, vagyis hím és nőstény állatéi voltak, sokkal valószínűbbnek kell tartanunk, hogy a hím által üldözött nőstény földalatti túrása közben véletlenül pottyant bele a magas cserépedénybe, s miután az őt követő hím is hasonló sorsra jutott, mind a ketten ott pusztultak.”
- Petényi, Salamon János, Glos, Sámuel (1845). A fogas vakony természetrajzi tekintetben Petényi Salamontól, élettani tekintetben Glós Sámueltől. A Királyi Magyar Természettudományi Társulat Évkönyvei 1, 1-15. o. (Hozzáférés: 2018. január 31.) „nem sokára akadtunk éléskamrájára is... mellynek mivolta bennünket igazi bámulattal tölte el. Ez nagyságra nézve lehetett mintegy három köblös, alakára nézve olly annyira hasonló a mi közönséges, öblös, alúl tágasb, fölül szűkített buzavermeinkhez, hogy akaratunk ellen jövénk azon gondolatra: hogy az emberek tán ezen állattól tanulták meg a buzaverem készítését, miután inkább hihető, hogy nem ő tanulta azt az emberektől. Ezen raktára falai különben olly simák és kemények voltak, mintha azokat a legügyesebb kőmives tapasztotta volna ki... egy jó barátom, Kalmár Jósef kedveskedett nekem 1831-ben az első eleven példánnyal Vörösegyházáról...Hozatván tehát kertemből egy hosszú salátafejet, kinálgatám a vakonyt vele, azt orra s szemtája előtt és körül mindenkép forgatván... prüsszönő nyikkanások közt elmellőzvén a salátát, oldalvást, de egyenesen kezemnek ugrott és abba olly mélyen harapódzott, hogy alig bírta a szerencsémre jelen lévő két egyházfi széthúzni hatalmas fogait”
- Brehm, Alfred Edmund. Földi kutyák (Spalax Güld.), Az állatok világa, a legújabb német kiadás nyomán teljesen átdolgozott, az új felfedezésekkel és a magyar vonatkozásokkal kiegészített új magyar kiadás, Arcanum (2000). ISBN 963 86118 2 0. Hozzáférés ideje: 2018. február 7. „A kertek laza földjében ugyanis egyfelől járataik készítése, másfelől élelmük megszerzése is könnyebb. Elterjedésüket viszont akadályozzák az olyan területek, ahol egy tagban nagykiterjedésű gabonatáblák vagy erdős területek vannak. Gátat vet elterjedésének a homoktalaj is, mert ebben járatait nem tudja készíteni... A nagyon kemény, kötött talajt sem kedveli, úgyszintén a szikest sem.”

## Képgaléria

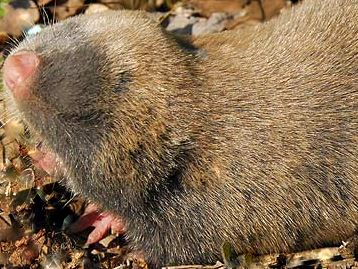
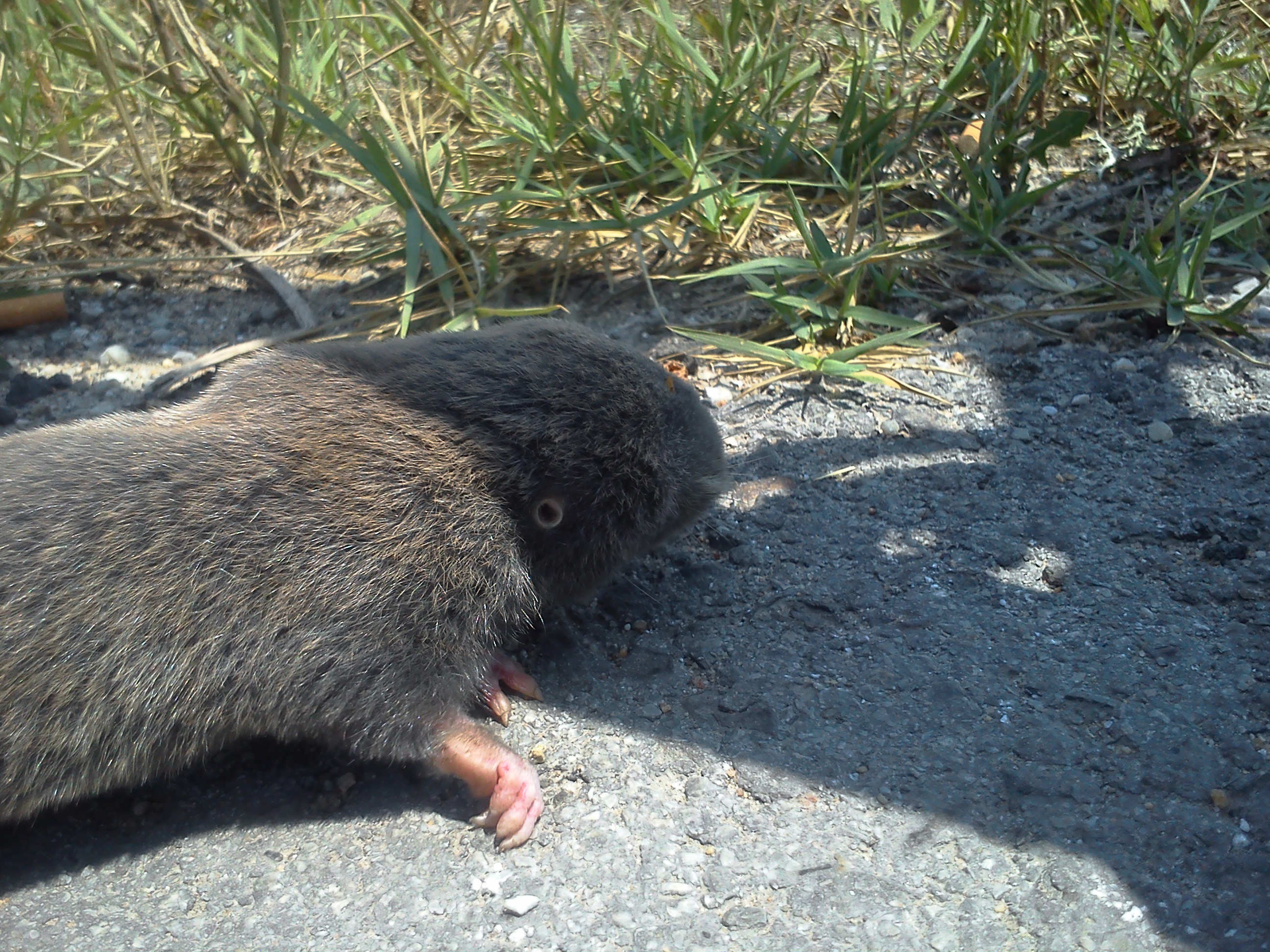
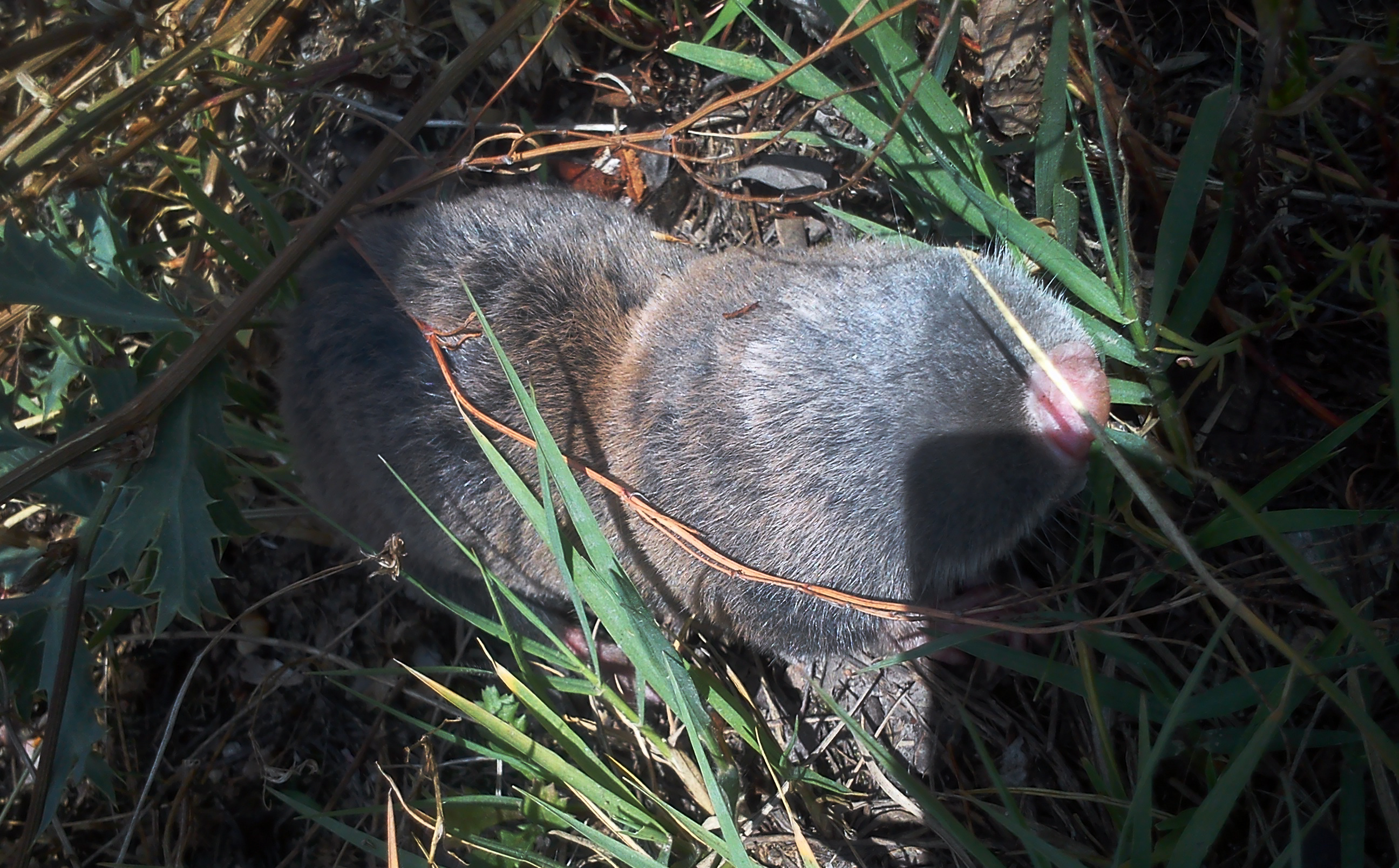
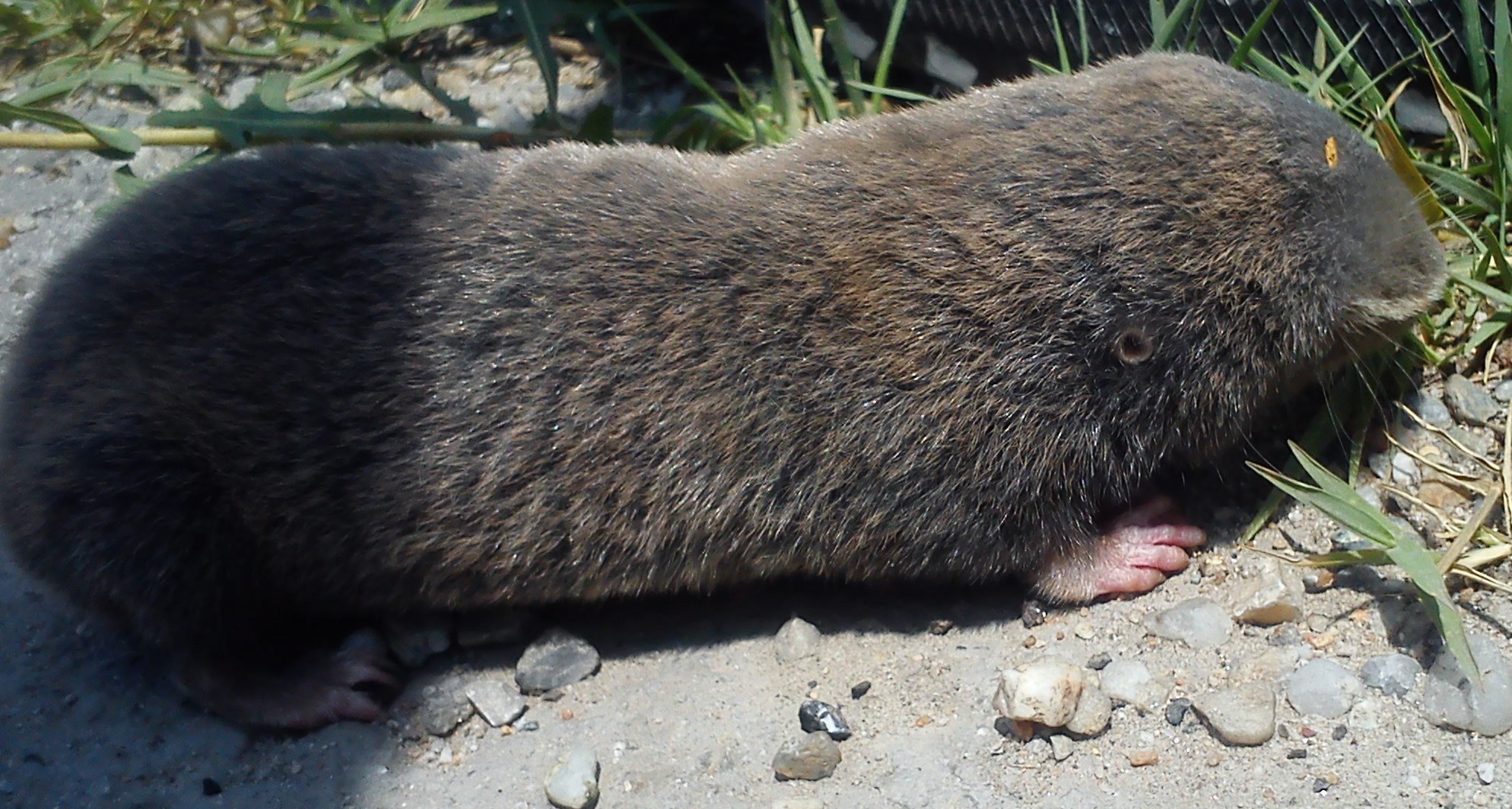
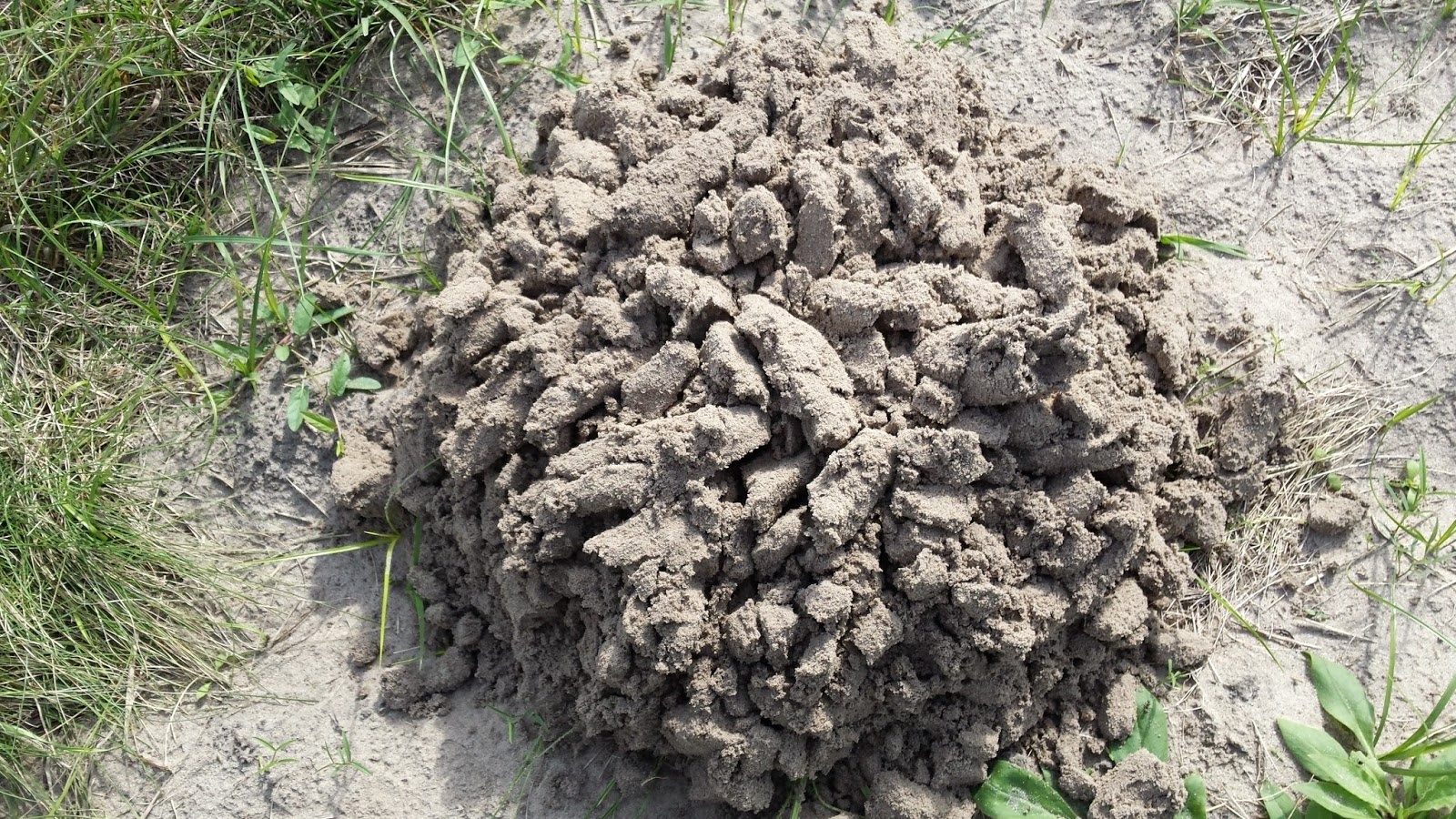
földikutya túrás Albertirsán
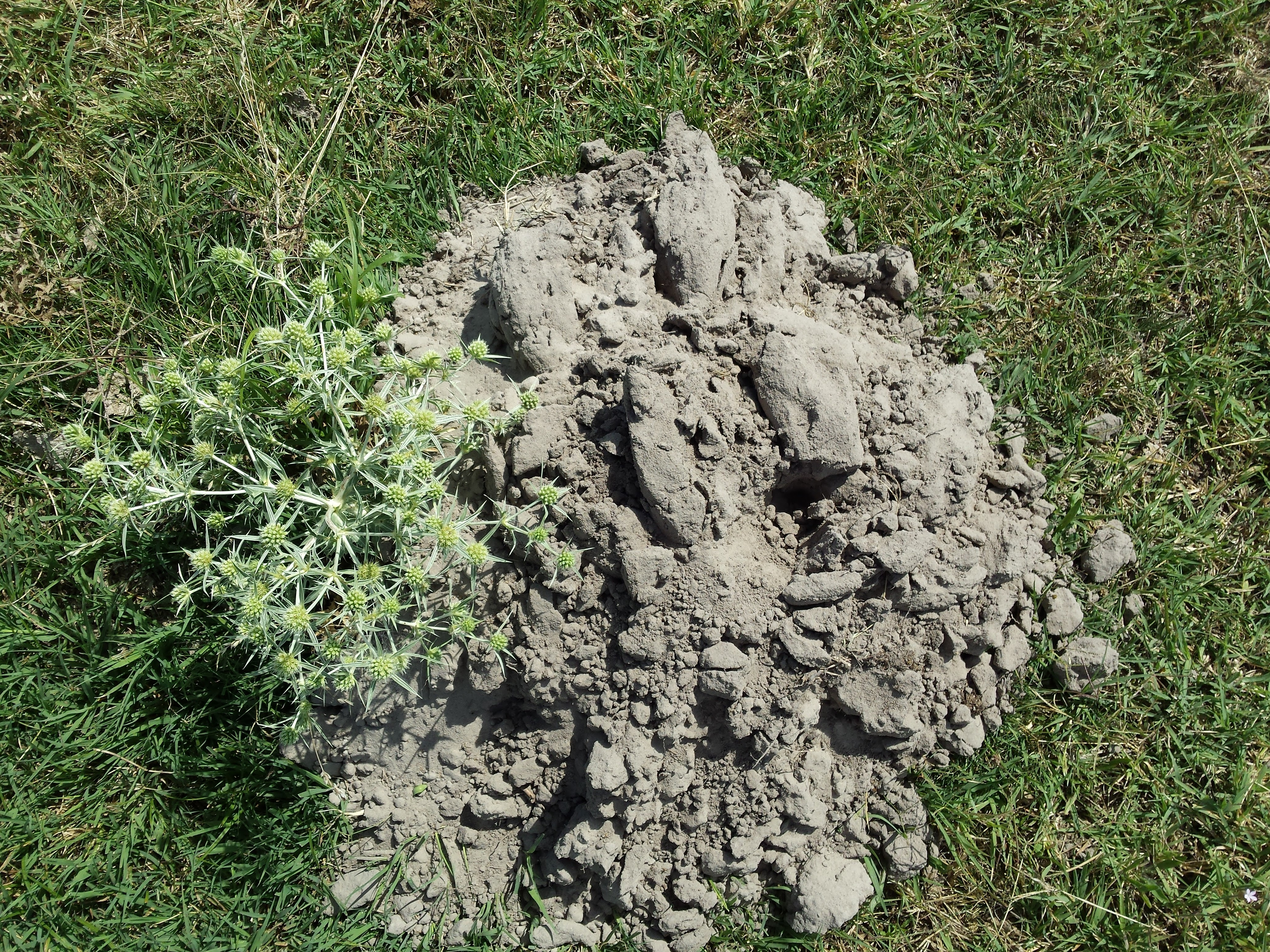
földikutya túrás Hajdúbagoson